# Liste der Mitglieder der Knöchel-Seng-Gruppe

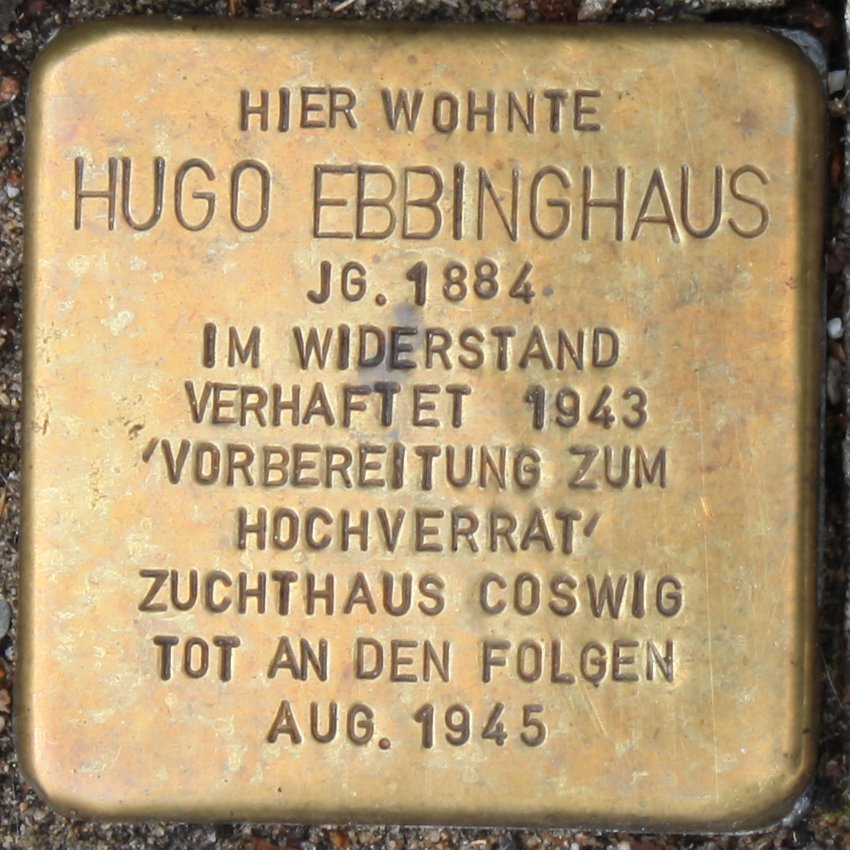
Stolperstein Hugo Ebbinghaus

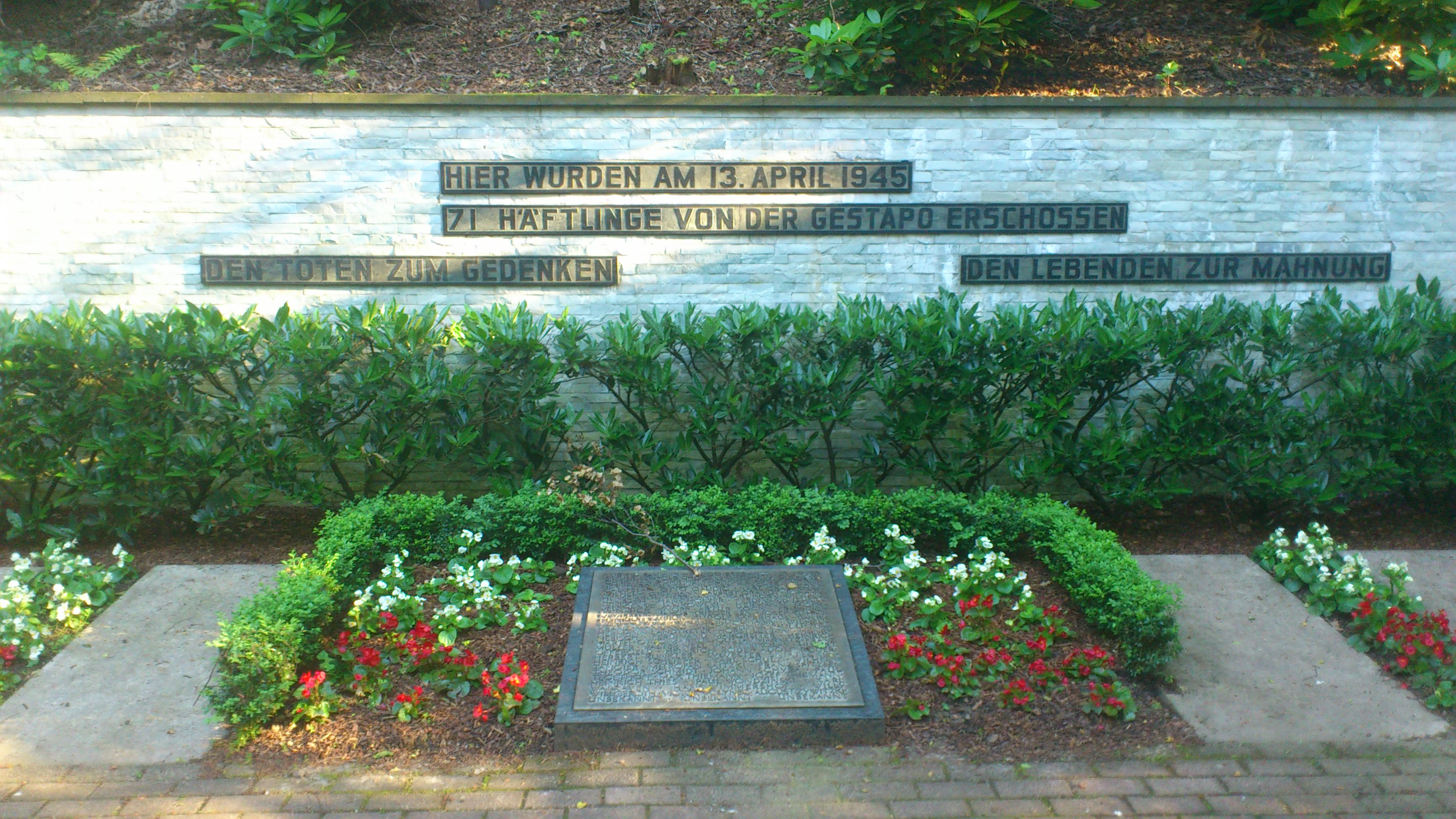
Mahnmal Wenzelnberg

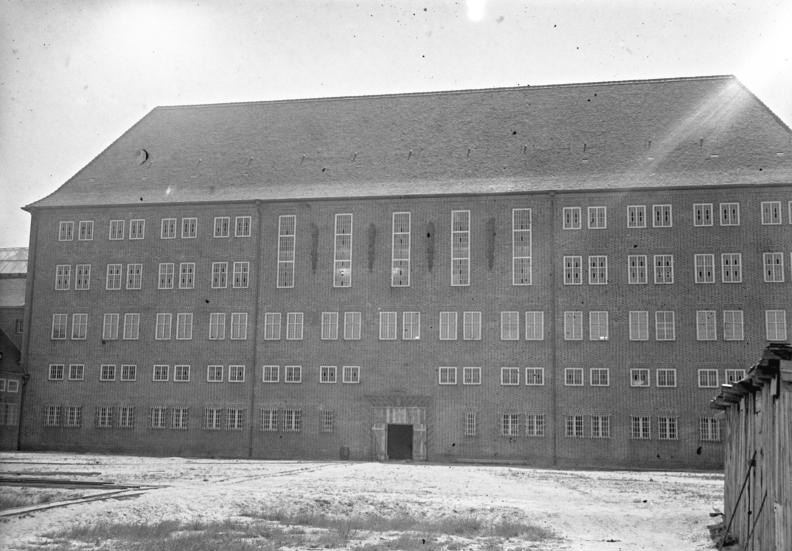
Zuchthaus Brandenburg-Görden (Hauptgebäude)

Diese Liste ist eine Aufstellung der Mitglieder der Knöchel-Seng-Gruppe,  einer kommunistischen Widerstandsgruppe gegen den Nationalsozialismus, die ihre lokalen Schwerpunkte in Nordrhein-Westfalen und in Amsterdam hatte. Wilhelm Knöchel und Willi Seng waren die führenden Köpfe in dieser Widerstandsgruppe. Die Knöchel-Seng-Gruppe bildete in Amsterdam, Berlin, Bielefeld, Bottrop, Duisburg, Düsseldorf, Oberhausen, Remscheid-Solingen und Wuppertal lokale Widerstandsgruppen, die sehr gut vernetzt waren. Die Tabelle erhebt keinen Anspruch auf Vollständigkeit. Siehe auch: Liste von Gedenkorten der Knöchel-Seng-Gruppe und Übersicht über die lokalen Widerstandsgruppen der Knöchel-Seng-Gruppe.
| Name                                                    | Gruppe, Partei, Organisation, Netzwerk, Gewerkschaft, Maquis | Geburtsort                                                 | Geburtsjahr    | Sterbejahr     | Sterbeort                                                       | Beruf                                                  | Anmerkung, Bemerkung, Sonstiges | Quelle               |
| ------------------------------------------------------- | ------------------------------------------------------------ | ---------------------------------------------------------- | -------------- | -------------- | --------------------------------------------------------------- | ------------------------------------------------------ | --- | -------------------- |
| Paul Alker                                              | Knöchel-Seng-Gruppe                                          | Oschersleben                                               | 1906           | 1945           | Dortmund                                                        | Schriftsetzer                                          | | [ 1 ]                |
| Otto Appelfelder                                        | Knöchel-Seng-Gruppe, KPD                                     | Bielefeld                                                  | 1901           | 1944           | Dortmund                                                        | Former                                                 | | [ 2 ]                |
| Ludwig Becker                                           | Knöchel-Seng-Gruppe                                          | Landstuhl                                                  | 1893           | 1973           | Heiligenhaus                                                    | Bauarbeiter, Politiker                                 | |                      |
| Wilhelm Beuttel                                         | Knöchel-Seng-Gruppe, KPD, USPD, Rote Hilfe                   | Durlach                                                    | 1900           | 1944           | Köln-Klingelpütz                                                | Schneider, Politiker, Parteifunktionär                 | "Robert" |                      |
| Waltraud Blass (geborene Ebbinghaus)                    | Knöchel-Seng-Gruppe                                          | Ronsdorf (heute: Wuppertal)                                | 1920           | 2009           | Wuppertal                                                       | Arbeiterin                                             | | [ 3 ]                |
| Walter Böhne                                            | Knöchel-Seng-Gruppe                                          | Elberfeld (heute: Wuppertal)                               | 1897           | 1944           |                                                                 | Handformer, Former                                     | |                      |
| Grete Breenkötter (geborene Schneider)                  | Knöchel-Seng-Gruppe                                          | Barmen (heute: Wuppertal)                                  | 1903           |                |                                                                 |                                                        | | [ 3 ]                |
| Hugo Breenkötter                                        | Knöchel-Seng-Gruppe                                          | Barmen (heute: Wuppertal)                                  | 1902           | 1945           | in der Nähe von Langenfeld, Ohligser Heide, Wenzelnbergschlucht | Elektriker, Hilfsarbeiter                              | | [ 3 ]                |
| Paul Brockmann                                          | Knöchel-Seng-Gruppe, SPD, SAP/SAPD                           | Bielefeld                                                  | 1896           | 1944           | Dortmund                                                        | Metallarbeiter (Fräser)                                | | [ 5 ]                |
| Anna Dahm (geborene Stupp)                              | Knöchel-Seng-Gruppe                                          |                                                            |                |                |                                                                 |                                                        | (2. Weltkrieg überlebt) |                      |
| Heinrich Dahm                                           | Knöchel-Seng-Gruppe                                          |                                                            |                |                |                                                                 |                                                        | |                      |
| Egon Ebbinghaus                                         | Knöchel-Seng-Gruppe, KJVD                                    |                                                            | 1917           |                |                                                                 | Schlosser                                              | (2. Weltkrieg überlebt) |                      |
| Hildegard Ebbinghaus (geborene Sieper)                  | Knöchel-Seng-Gruppe                                          | Lüttringhausen (heute: Remscheid)                          | 1891           | 1947           | Wuppertal                                                       |                                                        | | [ 6 ]                |
| Hugo Ebbinghaus                                         | Knöchel-Seng-Gruppe                                          | Lüttringhausen (heute: Remscheid)                          | 1884           | 1945           |                                                                 | Arbeiter, Bandwirker                                   | (2. Weltkrieg überlebt, aber im August 1945 an den Folgen der Haft verstorben) | [ 7 ]                |
| Else Eckhardt                                           | Knöchel-Seng-Gruppe                                          |                                                            | 1899 (?)       |                |                                                                 |                                                        | Freundin von Erich Lohmer |                      |
| Berta Elgas (geborene Klauck?)                          | Knöchel-Seng-Gruppe                                          |                                                            | 1917 (?)       |                |                                                                 |                                                        | |                      |
| Anna Forterie (geborene Wilke)                          | Knöchel-Seng-Gruppe                                          |                                                            | 1911 (?)       | 1945           | Zuchthaus Celle                                                 |                                                        | |                      |
| Lodewijk Forterie                                       | Knöchel-Seng-Gruppe                                          | Amsterdam                                                  | 1900           | 1945           | Zuchthaus Celle                                                 | Ranger (?)                                             | |                      |
| Berta Fuchs (geb. Schwarz)                              | Knöchel-Seng-Gruppe                                          | Wien                                                       | 1897           | 1944           | Dortmund                                                        | Hausangestellte                                        | (ab Herbst 1941 beherbergte die Familie über ein Jahr lang Alfons Kaps). Am 22.09.1944 hingerichtet. |                      |
| Friedrich Fuchs                                         | Knöchel-Seng-Gruppe                                          |                                                            | 1895           |                |                                                                 |                                                        | (ab Herbst 1941 beherbergte die Familie über ein Jahr lang Alfons Kaps) |                      |
| Charlotte Garske                                        | Knöchel-Seng-Gruppe                                          | Berlin                                                     | 1906           | 1943           | Berlin-Plötzensee                                               | Kontoristin                                            | |                      |
| Erich Garske                                            | Knöchel-Seng-Gruppe                                          |                                                            | 1907           | 1943           | Berlin-Plötzensee                                               | Technischer Bauzeichner                                | |                      |
| Otto Gaudig (Mülheim an der Ruhr)                       | Knöchel-Seng-Gruppe, KPD, SPD                                | Leißling                                                   | 1878           | 1945           | in der Nähe von Langenfeld, Ohligser Heide, Wenzelnbergschlucht | Schuhmacher, Stadtverordneter, Politiker               | |                      |
| Hendrina Geilvoet                                       | Knöchel-Seng-Gruppe                                          |                                                            |                |                |                                                                 |                                                        | |                      |
| Erich Gentsch                                           | Knöchel-Seng-Gruppe, SPD, KPD, RGO                           | Altenburg                                                  | 1893           | 1944           | Stuttgart                                                       | Bauschlosser                                           | |                      |
| Erna Gentsch (geb. Kuhn)                                | Knöchel-Seng-Gruppe                                          |                                                            | 1893           | 1945           | KZ Ravensbrück                                                  |                                                        | |                      |
| Gustav Gerber                                           | Knöchel-Seng-Gruppe                                          |                                                            |                |                |                                                                 |                                                        | (Dokumentenfälscher und Passfälscher) |                      |
| Otto Giesselmann                                        | Knöchel-Seng-Gruppe, KPD, KJVD                               | Schildesche bei Bielefeld                                  | 1904           | 1944           | Dortmund                                                        | Kaufmann, Metallarbeiter                               | | [ 8 ]                |
| Heinrich Groning                                        | Knöchel-Seng-Gruppe                                          |                                                            |                |                |                                                                 |                                                        | |                      |
| Friedrich Groß                                          | Knöchel-Seng-Gruppe                                          |                                                            |                |                |                                                                 |                                                        | |                      |
| Marianne Gundermann                                     | Knöchel-Seng-Gruppe                                          | Crimmitschau                                               | 1902           | 1974           | Berlin                                                          | Verlagsmitarbeiterin, Journalistin, Kulturfunktionärin | |                      |
| Ferdinand Haas                                          | Knöchel-Seng-Gruppe                                          | Elberfeld (heute: Wuppertal)                               | 1898           |                |                                                                 | Schlosser                                              | | [ 1 ]                |
| Johannes Häberlein                                      | Knöchel-Seng-Gruppe                                          | Arnheim/Holland                                            | 1892           | 1944           | Dortmund                                                        | Uhrmacher                                              | hingerichtet | [ 9 ] [ 10 ]         |
| Paula Häberlein                                         | Knöchel-Seng-Gruppe                                          |                                                            |                |                |                                                                 |                                                        | | [ 9 ]                |
| Margarete Hänel                                         | Knöchel-Seng-Gruppe                                          | Hamborn                                                    | 1902           |                |                                                                 |                                                        | (2. Weltkrieg nicht überlebt) |                      |
| Cäcilie Hansmann / Cilly Hansmann                       | Knöchel-Seng-Gruppe                                          | Köln                                                       | 1908           | 1984           | Köln                                                            | Lohnbuchhalterin                                       | |                      |
| Willy Heinzelmann                                       | Knöchel-Seng-Gruppe                                          |                                                            |                |                |                                                                 |                                                        | |                      |
| Elisabeth Hinrichs                                      | Knöchel-Seng-Gruppe                                          | Elberfeld (heute: Wuppertal)                               | 1920 (?)       | 1944           |                                                                 | Arbeiterin                                             | |                      |
| Ludwig Hinrichs                                         | Knöchel-Seng-Gruppe                                          |                                                            | 1916 oder 1920 | 1944           | Dortmund                                                        | Kartonagenzuschneider                                  | | [ 1 ]                |
| Gustav Höcker                                           | Knöchel-Seng-Gruppe, KPD                                     | Wanne-Eickel                                               | 1898           | 1944           | Dortmund                                                        | Schlosser                                              | | [ 11 ]               |
| Karl Igstaedter (?)                                     | Knöchel-Seng-Gruppe                                          |                                                            | 1896           | 1945           |                                                                 | Schweißer                                              | | [ 12 ]               |
| Walter Jarrek                                           | Knöchel-Seng-Gruppe                                          | Gelsenkirchen                                              | 1903           | 1974           | Gelsenkirchen                                                   | Bergmann                                               | |                      |
| Else Kamleiter (?)                                      | Knöchel-Seng-Gruppe                                          |                                                            | 1895           |                |                                                                 |                                                        | (2. Weltkrieg überlebt) |                      |
| Fritz / Friedrich Kamleiter                             | Knöchel-Seng-Gruppe, KPD                                     | Ansbach/Mittelfranken                                      | 1899           | 1945           | in der Nähe von Langenfeld, Ohligser Heide, Wenzelnbergschlucht | Bergmann                                               | |                      |
| Wilhelm Kampmann                                        | Knöchel-Seng-Gruppe                                          |                                                            |                | 1943           |                                                                 | Gürtler                                                | Wilhelm Kampmann ist während der Haft an einer Lungenentzündung gestorben. Sehr wahrscheinlich hat sein Sohn (ein gewisser "Heinz") Alfons Kaps, Johannes Häberlein, Paula Häberlein, Erna Wilke und seine eigenen Eltern bei der Gestapo denunziert. Während der "Voruntersuchung" am 30.04.1943 gestorben. | [ 9 ]                |
| Albert Kamradt                                          | Knöchel-Seng-Gruppe                                          | Goschin                                                    | 1903           | 1944           | Köln-Klingelpütz                                                | Schmied                                                | "Ernst" und "Karl" |                      |
| Agnes Kaps (geborene Alker)                             | Knöchel-Seng-Gruppe                                          | Oschersleben                                               | 1910           |                |                                                                 | Heimnäherin                                            | | [ 1 ]                |
| Alfons Kaps                                             | Knöchel-Seng-Gruppe, KPD                                     | Neustadt (Oberschlesien) oder Elberfeld (heute: Wuppertal) | 1901           | 1944 oder 1942 | Gerichtsgefängnis Düsseldorf                                    | Kellner                                                | "Fred" | [ 1 ]                |
| Alois Kaps                                              | Knöchel-Seng-Gruppe, KPD                                     |                                                            |                | 1943           | Wuppertal                                                       |                                                        | | [ 1 ]                |
| Elisabeth Kaps                                          | Knöchel-Seng-Gruppe                                          | Elberfeld (heute: Wuppertal)                               | 1890           | 1944           | KZ Ravensbrück                                                  | (Hausfrau)                                             | | [ 1 ]                |
| Paul Kaps                                               | Knöchel-Seng-Gruppe                                          |                                                            | 1896           | 1945           | Dortmund                                                        | Schlosser                                              | | [ 1 ]                |
| Anne Kiesebrink                                         | Knöchel-Seng-Gruppe                                          | Mettmann                                                   | 1912           |                |                                                                 | (Hausfrau)                                             | | [ 1 ]                |
| Walter Kiesebrink                                       | Knöchel-Seng-Gruppe                                          | Wülfrath                                                   | 1910           |                |                                                                 | Kraftfahrer                                            | | [ 1 ]                |
| Ewald Klee                                              | Knöchel-Seng-Gruppe                                          | Elberfeld (heute: Wuppertal)                               | 1889           | 1945           | Transport nach Mecklenburg-Vorpommern                           | Bandwirker                                             | | [ 1 ]                |
| Hermann Kleinewächter                                   | Knöchel-Seng-Gruppe, KPD                                     | Bielefeld                                                  | 1902           | 1944           |                                                                 | Dreher                                                 | | [ 14 ] [ 15 ]        |
| Friedrich Klesper (Fritz Klesper)                       | Knöchel-Seng-Gruppe                                          |                                                            |                |                |                                                                 | Feilenhauer, Redakteur                                 | (2. Weltkrieg überlebt) |                      |
| Luise Klesper (spätere Luise Paul)                      | Knöchel-Seng-Gruppe, KPD                                     | Wermelskirchen                                             | 1912           | 1998           |                                                                 | Stenotypistin                                          | |                      |
| Wilhelm Knöchel                                         | Knöchel-Seng-Gruppe, KPD                                     | Offenbach am Main                                          | 1899           | 1944           | Zuchthaus Brandenburg-Görden                                    | Dreher und Grubenschlosser                             | "Alfred Schröder" bzw. "Wilhelm Erasmus" bzw. "Alfred" | [ 16 ] [ 17 ]        |
| Arthur Koch                                             | Knöchel-Seng-Gruppe                                          | Königsberg                                                 | 1892           | 1945           | in der Nähe von Langenfeld, Ohligser Heide, Wenzelnbergschlucht | Arbeiter                                               | | [ 1 ]                |
| Gustav Koch                                             | Knöchel-Seng-Gruppe, KPD                                     | Oerlinghausen                                              | 1900           | 1944           | Dortmund                                                        | Dreher                                                 | | [ 18 ]               |
| Betsi Köhler                                            | Knöchel-Seng-Gruppe                                          |                                                            |                |                |                                                                 |                                                        | |                      |
| Georg Köhler                                            | Knöchel-Seng-Gruppe                                          |                                                            |                |                |                                                                 | Klempner                                               | |                      |
| Lina Konig                                              | Knöchel-Seng-Gruppe                                          |                                                            |                |                |                                                                 |                                                        | |                      |
| Alfred Kowalke                                          | Knöchel-Seng-Gruppe                                          | Berlin                                                     | 1907           | 1944           | Zuchthaus Brandenburg-Görden                                    | Schreiner/Tischler                                     | |                      |
| Franz Kwasigroch                                        | Knöchel-Seng-Gruppe, KPD, RGO                                |                                                            | 1881           | 1944           | Dortmund                                                        | Bauarbeiter, Landarbeiter, Bergmann, Betriebsrat       | |                      |
| Maria Kwasigroch                                        | Knöchel-Seng-Gruppe                                          | Bladau                                                     | 1884 oder 1886 | 1952           |                                                                 | Landarbeiterin                                         | |                      |
| Bella Levy-Przyrowski                                   | Knöchel-Seng-Gruppe                                          | Amsterdam                                                  | 1922           | 1992           | Amsterdam                                                       |                                                        | |                      |
| Ernst Baruch Levy                                       | Knöchel-Seng-Gruppe                                          | Hamburg                                                    | 1914           | 1944           | KZ Auschwitz                                                    | Kaufmann                                               | | [ 19 ]               |
| Elfriede Lippe                                          | Knöchel-Seng-Gruppe                                          |                                                            |                |                |                                                                 |                                                        | |                      |
| Helene Lippe                                            | Knöchel-Seng-Gruppe                                          |                                                            |                |                |                                                                 | Friseuse                                               | |                      |
| Pauline Lippe                                           | Knöchel-Seng-Gruppe                                          |                                                            |                |                |                                                                 |                                                        | |                      |
| Erich Lohmer                                            | Knöchel-Seng-Gruppe                                          | Elberfeld (heute: Wuppertal)                               | 1904           | 1945           | in der Nähe von Langenfeld, Ohligser Heide, Wenzelnbergschlucht | Schmied, Messerschleifer                               | Gruppe Rolandstraße | [ 1 ] [ 21 ]         |
| Peter Ludwigs (Checken/ob Mitglied)                     | Knöchel-Seng-Gruppe, KPD                                     | Aachen                                                     | 1888           | 1943           | Gefängnis, Ort unbekannt                                        | Bildhauer, Maler                                       | | [ 21 ]               |
| Lucie Mankel                                            | Knöchel-Seng-Gruppe                                          |                                                            | 1905           |                |                                                                 |                                                        | Beteiligt an der Flucht von Erich Lohmer |                      |
| Michael Mast                                            | Knöchel-Seng-Gruppe, KPD                                     | Wilhelmsdorf                                               | 1891           | 1944           | Dortmund                                                        | Grubenarbeiter, Ziegeleimitarbeiter                    | |                      |
| Luise Menze                                             | Knöchel-Seng-Gruppe                                          |                                                            | 1904           |                |                                                                 | (Hausfrau)                                             | Beteiligt an der Flucht von Erich Lohmer | [ 3 ]                |
| Gustav Milse                                            | Knöchel-Seng-Gruppe, KPD                                     | Altenhagen                                                 | 1885           | 1944           | Dortmund                                                        | Metallarbeiter                                         | | [ 22 ]               |
| (Frau) Minks                                            | Knöchel-Seng-Gruppe                                          |                                                            |                |                |                                                                 |                                                        | |                      |
| (Herr) Minks                                            | Knöchel-Seng-Gruppe                                          |                                                            |                |                |                                                                 |                                                        | |                      |
| Ernst Moll                                              | Knöchel-Seng-Gruppe                                          | Solingen-Höhscheid                                         | 1892           | 1944           | Gefängnis Wuppertal-Bendahl                                     |                                                        | | [ 23 ] [ 24 ]        |
| Lina Moll (geborene Ern)                                | Knöchel-Seng-Gruppe                                          | Solingen-Höhscheid                                         | 1895           | 1962           | Solingen                                                        |                                                        | | [ 25 ]               |
| Arthur Müller                                           | Knöchel-Seng-Gruppe                                          |                                                            |                |                |                                                                 |                                                        | Gruppe Rolandstraße |                      |
| Hedwig Müller (?)                                       | Knöchel-Seng-Gruppe                                          |                                                            |                |                |                                                                 |                                                        | |                      |
| Karl Müller (?/welcher)                                 | Knöchel-Seng-Gruppe                                          |                                                            |                |                |                                                                 |                                                        | |                      |
| Margarete Müller (spätere Salz)                         | Knöchel-Seng-Gruppe                                          | Lennep (heute: Remscheid)                                  | 1904           | 1983           |                                                                 |                                                        | | [ 26 ]               |
| Peter Nack                                              | Knöchel-Seng-Gruppe                                          |                                                            |                |                |                                                                 |                                                        | |                      |
| Karl Neuhof                                             | Knöchel-Seng-Gruppe, KPD                                     | Friedberg (Hessen)                                         | 1891           | 1943           | KZ Sachsenhausen                                                | Getreidegroßhändler                                    | | [ 27 ]               |
| Gertrud Neuhof (geborene Jaffke)                        | Knöchel-Seng-Gruppe, KPD                                     | Berlin                                                     | 1901           | 1987           | Berlin                                                          | Stenotypistin                                          | |                      |
| Hugo Paul                                               | Knöchel-Seng-Gruppe, KPD, KJVD                               | Hagen/Westfalen                                            | 1905           | 1962           | Berlin                                                          | Mechaniker, Werkzeugmacher                             | an den Haftfolgten gestorben |                      |
| Karl Piorr                                              | Knöchel-Seng-Gruppe                                          |                                                            |                |                |                                                                 |                                                        | |                      |
| Heiko Plöger                                            | Knöchel-Seng-Gruppe, SPD                                     | Leer (Ostfriesland)                                        | 1898           | 1944           | Dortmund                                                        | Maschinenschlosser                                     | |                      |
| Bernhard Putjenter                                      | Knöchel-Seng-Gruppe, KPD                                     |                                                            | 1888           | 1944           | Dortmund                                                        | Lagerist                                               | | [ 28 ]               |
| Luise Rieke (auch Lissy Rieke)                          | Knöchel-Seng-Gruppe, KJVD                                    | Osnabrück                                                  | 1913           | 1945           | Dortmund                                                        | Hausangestellte                                        | | [ 29 ] [ 30 ] [ 31 ] |
| Rudolf Sauer                                            | Knöchel-Seng-Gruppe, KPD                                     | Bielefeld oder Düsseldorf                                  | 1900           | 1944           | Dortmund                                                        | Zahntechniker                                          | | [ 32 ]               |
| Karl Schiffbauer                                        | Knöchel-Seng-Gruppe                                          |                                                            |                |                |                                                                 |                                                        | |                      |
| Hermann Schmidt                                         | Knöchel-Seng-Gruppe                                          | Lüttringhausen (heute: Remscheid)                          | 1874           | 1945 (?)       |                                                                 | Bandwirkermeister                                      | | [ 1 ]                |
| Hermine Schmidt                                         | Knöchel-Seng-Gruppe                                          | Lüttringhausen (heute: Remscheid)                          | 1905           | 1995           |                                                                 | Bandwirkerin                                           | | [ 33 ] [ 34 ] [ 26 ] |
| Heinrich Schniedermann                                  | Knöchel-Seng-Gruppe                                          |                                                            |                |                |                                                                 |                                                        | |                      |
| Waldemar Schulz                                         | Knöchel-Seng-Gruppe                                          |                                                            |                |                |                                                                 |                                                        | |                      |
| Eugen Schwebinghaus (? checken, weil lange im Ausland)  | Knöchel-Seng-Gruppe                                          | Ronsdorf (heute: Wuppertal)                                | 1906           | 1944           | Bruchsal                                                        | Bau- und Möbeltischler                                 | | [ 35 ] [ 1 ]         |
| Irmgard Schwebinghaus                                   | Knöchel-Seng-Gruppe                                          | Ronsdorf (heute: Wuppertal)                                | 1909           |                |                                                                 | Angestellte                                            | | [ 36 ]               |
| Ewald Seiler                                            | Knöchel-Seng-Gruppe, KPD                                     | ? (heute: Wuppertal)                                       | 1902           |                |                                                                 | Bandwirker                                             | |                      |
| Martha Seiler                                           | Knöchel-Seng-Gruppe                                          | ? (heute: Wuppertal)                                       | 1902           |                |                                                                 | Hasplerin                                              | |                      |
| Willi Seng                                              | Knöchel-Seng-Gruppe, KPD                                     | Berlin                                                     | 1909           | 1944           | Köln-Klingelpütz                                                | Schneider                                              | "August" bzw. "Kurt" |                      |
| Hubert Serwe                                            | Knöchel-Seng-Gruppe                                          |                                                            |                |                |                                                                 |                                                        | Redakteur Ruhr-Echo |                      |
| Anton Stupp                                             | Knöchel-Seng-Gruppe, KPD                                     | Altstädten bei Köln                                        | 1886           | 1944           | Dortmund                                                        | Eisenbahner                                            | |                      |
| Margarete Stupp                                         | Knöchel-Seng-Gruppe                                          |                                                            |                | 1946           |                                                                 |                                                        | |                      |
| Thomas Tomaschewski                                     | Knöchel-Seng-Gruppe                                          |                                                            |                |                |                                                                 |                                                        | |                      |
| Adele Wallbrecher (geborene Becker)                     | Knöchel-Seng-Gruppe, KPD                                     | ? (heute: Wuppertal)                                       | 1897           |                |                                                                 |                                                        | | [ 1 ]                |
| Karl Wallbrecher                                        | Knöchel-Seng-Gruppe                                          | Radevormwald                                               | 1895           | 1943           | Polizeipräsidium Wuppertal                                      | Bildhauer                                              | | [ 1 ]                |
| Jakob Welter (? Check ob Mitglied / Einsatzgebiet Saar) | Knöchel-Seng-Gruppe, Rote Hilfe Deutschland                  | Dudweiler                                                  | 1907           | 1944           | Stuttgart                                                       | Schlosser                                              | |                      |
| Johanne Westphal                                        | Knöchel-Seng-Gruppe                                          |                                                            | 1898           |                |                                                                 |                                                        | |                      |
| Willi Westphal                                          | Knöchel-Seng-Gruppe                                          |                                                            | 1896           |                |                                                                 |                                                        | |                      |
| Erna Wilke                                              | Knöchel-Seng-Gruppe                                          |                                                            |                |                |                                                                 | Köchin                                                 | |                      |
| Hugo Wischlinsky                                        | Knöchel-Seng-Gruppe, KPD                                     | Schwerte                                                   | 1903           |                |                                                                 | Maurer                                                 | Beteiligt an der Flucht von Erich Lohmer | [ 3 ]                |
| Marianne Wischlinsky                                    | Knöchel-Seng-Gruppe                                          | Scharmisin                                                 | 1884           | 1945           |                                                                 |                                                        | Ende Mai 1945 gestorben. Beteiligt an der Flucht von Erich Lohmer | [ 3 ]                |
| Friedrich Wolgast                                       | Knöchel-Seng-Gruppe, SPD                                     | Herdecke                                                   | 1901           | 1944           | Dortmund                                                        | Galvaniseur                                            | | [ 37 ]               |
| Paul Wondzinski                                         | Knöchel-Seng-Gruppe, KPD                                     |                                                            |                | 1945           | in der Nähe von Langenfeld, Ohligser Heide, Wenzelnbergschlucht |                                                        | | [ 38 ]               |
| Hermann Wörmann (?/check nötig)                         | Knöchel-Seng-Gruppe, KPD                                     | Bielefeld                                                  | 1896           | 1944           | Dortmund                                                        |                                                        | | [ 39 ]               |
| Bernhard Zawacki (?/check nötig)                        | Knöchel-Seng-Gruppe                                          | Graudenz/Westpreußen                                       | 1899           | 1944           | Zuchthaus Brandenburg-Görden                                    | Hilfsarbeiter                                          | | [ 40 ]               |
| August Zilian                                           | Knöchel-Seng-Gruppe, KPD, Rote Hilfe                         | Oberhausen                                                 | 1895           | 1944           | Dortmund                                                        | Schmied, Schlosser                                     | |                      |
| Maria Zilian (geborene Grabowski)                       | Knöchel-Seng-Gruppe                                          | Romitten (damals Ostpreußen/heute Polen)                   | 1895           |                |                                                                 |                                                        | |                      |